# Károly Bartha
Károly Bartha (4 novembre 1907 – 4 febbraio 1991) è stato un nuotatore ungherese.
Specializzato nel dorso ha vinto la medaglia di bronzo nei 100 m dorso alle Olimpiadi di Parigi 1924.

## Palmarès
- Olimpiadi

Parigi 1924: bronzo nei 100 m dorso.
- Europei di nuoto

1926 - Budapest: argento nei 100 m dorso.